# Kargo (Album)
Kargo (Eigenschreibweise: KARGO) ist das vierte Studioalbum der Chemnitzer Band Kraftklub und erschien am 22. September 2022 nach über fünfjähriger Pause über die Labels Vertigo und Universal. Stilistisch knüpft es an das vorherige Album Keine Nacht für Niemand an.

## Covergestaltung
Das Albumcover ist wie alle bisherigen Albencover der Band in Schwarz-Weiß-Rot gehalten. Zu sehen sind Felix Brummer und Karl Schumann, welche weggewendet vom Betrachter wegrennen. Hinter ihnen ist im oberen Drittel der Titel des Albums in Versalien.

## Titelliste
| Nr.          | Titel                                            | Text                      | Musik                                                         | Produktion                             | Länge |
| ------------ | ------------------------------------------------ | ------------------------- | ------------------------------------------------------------- | -------------------------------------- | ----- |
| 1.           | Teil dieser Band                                 | Felix Brummer             | Karl Schumann, Steffen Israel, Flo August                     | Kraftklub, Flo August                  | 3:35  |
| 2.           | Ein Song reicht                                  | Felix Brummer             | Karl Schumann, Steffen Israel, Flo August, Johannes Gehring   | Kraftklub, Flo August, Drunken Masters | 3:24  |
| 3.           | Wittenberg ist nicht Paris                       | Felix Brummer             | Karl Schumann                                                 | Kraftklub, Flo August                  | 3:11  |
| 4.           | Fahr mit mir (4×4) (feat. Tokio Hotel)           | Felix Brummer             | Karl Schumann, Konrad Betcher                                 | Kraftklub, Flo August, Konrad Betcher  | 4:06  |
| 5.           | Blaues Licht                                     | Felix Brummer             | Karl Schumann, Steffen Israel, Flo August                     | Kraftklub, Flo August                  | 2:59  |
| 6.           | Kein Gott, kein Staat, nur Du (feat. Mia Morgan) | Felix Brummer, Mia Morgan | Karl Schumann, Steffen Israel, Flo August                     | Kraftklub, Flo August                  | 3:05  |
| 7.           | Angst                                            | Felix Brummer             | Karl Schumann, Steffen Israel, Flo August                     | Kraftklub, Flo August                  | 3:13  |
| 8.           | Vierter September                                | Felix Brummer             | Karl Schumann                                                 | Kraftklub, Flo August                  | 3:11  |
| 9.           | So schön (feat. Blond)                           | Felix Brummer             | Karl Schumann, Flo August                                     | Kraftklub, Flo August                  | 3:09  |
| 10.          | Der Zeit bist du egal                            | Felix Brummer             | Karl Schumann, Steffen Israel, Flo August, Patrick Kowalewski | Kraftklub, Flo August, Blvth           | 3:20  |
| 11.          | In meinem Kopf                                   | Felix Brummer             | Karl Schumann                                                 | Kraftklub, Flo August                  | 2:58  |
| Gesamtlänge: | Gesamtlänge:                                     | Gesamtlänge:              | Gesamtlänge:                                                  | Gesamtlänge:                           | 36:11 |

## Rezeption
| Professionelle Bewertungen | Professionelle Bewertungen |
| -------------------------- | -------------------------- |
| Kritiken                   |                            |
| Quelle                     | Bewertung                  |
| laut.de                    | [ 2 ]                      |

Kargo stieg am 30. September 2022 auf Platz eins in die deutschen Albumcharts ein. Darüber hinaus erreichte das Album in der gleichen Chartwoche die Chartspitze der deutschsprachigen Albumcharts. In beiden Chartlisten ist es je das vierte Nummer-eins-Album der Band.
| ChartsChartplatzierungen | Höchstplatzierung | Wochen |
| ------------------------ | ----------------- | ------ |
| Deutschland (GfK)        | 1 (33 Wo.)        | 33     |
| Österreich (Ö3)          | 2 (14 Wo.)        | 14     |
| Schweiz (IFPI)           | 13 (5 Wo.)        | 5      |

| ChartsJahrescharts (2022) | Platzierung |
| ------------------------- | ----------- |
| Deutschland (GfK)         | 31          |
| Österreich (Ö3)           | 71          |